# 誹風柳多留
誹風柳多留（はいふうやなぎだる）とは、江戸時代中期から幕末まで、ほぼ毎年刊行されていた川柳の句集である。単に「柳多留」と呼ぶこともある。「柳樽」とも。呉陵軒可有編、花屋久次郎版。明和2年から天保11年（1765–1840）にかけて167編が刊行された。

## 歴史
初編は1765年（明和2年）7月、呉陵軒可有（ごりょうけんあるべし）が編者となって刊行された。点者の柄井川柳が前句附興行の「万句合」で選んだ句を掲載している。前句を省いて付句のみを掲載するのは、当時としては異例だった。2編以後は毎年1冊刊行され、31編以降は年10冊程度刊行された。編者の可有が22編で死去した後、23編は如猩編、24編は花洛庵一口編となり、それ以降は月並会の作者の寄せ集め本となった。
初期の作品は文芸的価値が評価され、中期・後期の作品も風俗資料として評価される。柄井川柳が編纂にたずさわった24編までが、特に評価が高い。評者や序文の筆者には、柳亭種彦、十返舎一九、宿屋飯盛、葛飾北斎らが名を連ねている。寛政の改革や天保の改革では幕府の干渉を受け、過去の内容を修正した改刷本が出版された。
前句附興行は、柄井川柳の号である「川柳」の名が宗家として代々受け継がれたことから、「川柳」と呼ばれるようになり、『誹風柳多留』が刊行されていた期間の川柳を、特に「古川柳」と呼ぶことが多い。

## 代表的な句
- 本降りになって出ていく雨宿り
- これ小判たった一晩ゐてくれろ
- かみなりをまねて腹がけやっとさせ
- 寝ていても団扇のうごく親心
- 役人の子はにぎにぎをよく覚え

## 刊本
- 『誹風柳多留（一）』（山沢英雄 校訂）岩波書店、1950年。
- 『誹風柳多留（二）』（山沢英雄 校訂）岩波書店、1951年。
- 『誹風柳多留（三）』（山沢英雄 校訂）岩波書店、1953年。
- 『誹風柳多留（四）』（山沢英雄 校訂）岩波書店、1954年。
- 『誹風柳多留（五）』（山沢英雄 校訂）岩波書店、1956年。
- 『誹風柳多留拾遺 上』（山沢英雄 校訂）岩波文庫、1966年。
- 『誹風柳多留拾遺 下』（山沢英雄 校訂）岩波文庫、1967年。
- 柳多留刊行会 編『誹風柳多留 第61編』柳多留刊行会、1932年。
- 柳多留全集刊行会 編『誹風柳多留全集 上巻』柳多留全集刊行社、1933年。
- 柳多留全集刊行会 編『誹風柳多留全集 中巻』柳多留全集刊行社、1933年。
- 柳多留全集刊行会 編『誹風柳多留全集 下巻』柳多留全集刊行社、1933年。
- 『誹風柳多留（抄）、誹風柳多留拾遺（抄）』（浜田義一郎 校注）岩波書店〈日本古典文学大系 第57〉、1958年。
- 『誹風柳多留全集 1（初篇-13篇）』（岡田甫 校訂）三省堂、1976年。
- 『誹風柳多留全集 2（14篇-27篇）』（岡田甫 校訂）三省堂、1977年。
- 『誹風柳多留全集 3（28篇-41篇）』（岡田甫 校訂）三省堂、1977年。
- 『誹風柳多留全集 4（42篇-55篇）』（岡田甫 校訂）三省堂、1977年。
- 『誹風柳多留全集 5（56篇-71篇）』（岡田甫 校訂）三省堂、1977年。
- 『誹風柳多留全集 6（72篇-85篇）』（岡田甫 校訂）三省堂、1977年。
- 『誹風柳多留全集 7（86篇-99篇）』（岡田甫 校訂）三省堂、1977年。
- 『誹風柳多留全集 8（100篇-112篇）』（岡田甫 校訂）三省堂、1978年。
- 『誹風柳多留全集 9（113篇- 別篇・上）』（岡田甫 校訂）三省堂、1978年。
- 『誹風柳多留全集 10（別篇・中 - 134篇）』（岡田甫 校訂）三省堂、1978年。
- 『誹風柳多留全集 11（135篇-150篇）』（岡田甫 校訂）三省堂、1978年。
- 『誹風柳多留全集 12（151篇-167篇）』（岡田甫 校訂）三省堂、1978年。
- 『誹風柳多留全集 索引篇』（岡田甫 校訂）三省堂、1984年。
- 『誹風柳多留　新潮日本古典集成』宮田正信校注　新潮社　1984
- 『誹風柳多留』社会思想社　現代教養文庫

初篇　浜田義一郎校注　1985　
2篇 鈴木倉之助校注　1985
3篇 岩田秀行校注　1985
4篇 八木敬一校注
5篇 佐藤要人校注　1986　
6篇 粕谷宏紀校注 1987
7篇 西原亮校注　1987
8篇 室山源三郎校注　1987
9篇 八木敬一校注　1987
10篇 佐藤要人校注　1988
- 『柳多留名句選』山沢英雄選 粕谷宏紀校注　1995　岩波文庫